# 第十四軍團 (德意志帝國)
第14集团军（德语：14. Armee/Armeeoberkommando 14/A.O.K.14）是第一次世界大战期间德意志帝国陆军的一个集团军级司令部，于1917年9月在克雷恩堡组建，用于对抗意大利。从1917年11月10日起，其总部转移到维托里奥威尼托，直至1918年1月22日集团军解散。第14集团军自始至终都在意大利前线服役。
第十一次伊松佐河战役后，奥匈帝国已疲惫不堪，无力再抵挡再次进攻。他们向德国人求助，德国人担心意大利前线崩溃，从东西线派遣了7个师、540门火炮、216门迫击炮和大约100架飞机。为了控制这些部队，奥托·冯·贝洛步兵上将指挥的新第14集团军集中在托尔明和博韦茨之间。在卡波雷托战役中，增加了一些奥匈师。
进攻成功后，战线很快又陷入堑壕战。德国最高统帅部决定再次撤军，用于其他战线。1918年1月23日，集团军司令部被召回，在西线组建新的第17集团军。留在意大利前线的德军由第51军指挥，直到1918年2月撤出。